# Dillwynia oreodoxa
Dillwynia oreodoxa là một loài thực vật có hoa trong họ Đậu. Loài này được Blakeley miêu tả khoa học đầu tiên.